# Giuseppe Borrè
Giuseppe Borrè, detto Pino (La Spezia, 17 giugno 1932 – Genova, 3 agosto 1997), è stato un magistrato italiano.

## Biografia
Compie gli studi nel liceo classico della città natale e poi si laurea in Giurisprudenza all'Università di Pisa. Entra in magistratura nel 1958, ricoprendo inizialmente la carica di sostituto alla Procura della Repubblica di Acqui Terme e quindi pretore, prima a Milano e poi a Genova. Dieci anni dopo, nel 1968, divenne giudice presso la prima sezione civile del Tribunale genovese, dove rimase fino al gennaio 1979, quando divenne dirigente della pretura del lavoro della stessa città. Nel febbraio dello stesso anno lasciò Genova per la Corte costituzionale, chiamatovi come assistente dall'ex insegnante e poi amico Virgilio Andrioli.
Nel 1982 fondò il quotidiano Questione giustizia di cui fu direttore per quindici anni, fino alla morte, e nel dicembre 1984 approdò in Cassazione. Eletto al Consiglio superiore della magistratura nel marzo 1986, ritornò, al termine del quadriennio, alla Suprema Corte, di cui venne nominato presidente di sezione nel luglio 1997, morendo prematuramente un mese dopo.
Il comune della Spezia gli ha dedicato una piazza antistante il tribunale civile della città.